# 保加利亞沙拉
保加利亞沙拉（保加利亞語：Шопска салата；波斯尼亞語和克羅埃西亞語：Šopska salata)是保加利亞的一種冷盤沙拉，流行於巴爾幹和中歐地區。
保加利亞沙拉的原料包括番茄、黃瓜、洋蔥、辣椒、香菜等。保加利亞沙拉起源於1960年代，發明於瓦爾納附近，是旅遊宣傳的一部分。
保加利亞沙拉是保加利亞早期社會主義的產物，也是社會主義食譜中唯一的倖存者。